# Чомски, Марвин
Марвин Джозеф Чомски (англ. Marvin Joseph Chomsky; 23 мая 1929 — 28 марта 2022) — американский режиссёр и продюсер, работавший на телевидении и в кинематографе.
Работал над такими фильмами, как «Злой Нивел» 1971 года, «Мерф-прибой» 1975 года, «Удачи, мисс Вайкофф» 1979 года и «Танк» 1984 года; мини-сериалов, таких как «Корни» 1977 года, «Холокост» 1978 года, «Роберт Кеннеди и его эпоха» 1985 года, «Пётр Великий», «Анастасия: Загадка Анны» (оба 1986 года), «Братство розы» 1989 года и «Династия Штраус» 1991 года; и телефильмов, таких как «Атака на террор: ФБР против Ку Клукс Клана» 1975 года, «Победа в Энтеббе» 1976 года, «Аттика» 1980 года, «Эвита Перон» 1981 года, «Внутри Третьего Рейха» 1982 года и «Екатерина Великая» 1995 года.
Марвин Дж. Чомски также работал над несколькими известными телесериалами, такими как «Дымок из ствола» 1955 года, «Дикий дикий запад» 1965 года, «Звёздный путь», «Миссия невыполнима» (оба 1966 года), «Менникс» 1967 года, «Гавайи 5-O» и «Лансер» (оба 1968 года).
Марвин Джозеф Чомски умер в хосписе в городе Санта-Моника, в штате Калифорния, 28 марта 2022 года в возрасте 92 лет.

## Избранная фильмография

### Фильмы, мини-сериалы и телефильмы
- Злой Нивел (1971)
- Монго опять в городе (1971)
- Миссис Санденс (1974)
- Атака на террор: ФБР против Ку Клукс Клана (1975)
- Мерф-прибой (1975)
- Закон и порядок (1976)
- Победа в Энтеббе (1976)
- Корни (1977)
- Холокост (1978)
- Удачи, мисс Вайкофф (1979)
- Пустой образ (1979)
- Аттика (1980)
- Эвита Перон (1981)
- Моё дитя, моё тело (1982)
- Внутри Третьего Рейха (1982)
- Танк (1984)
- Найроби (1984)
- Роберт Кеннеди и его эпоха (1985)
- Пётр Великий (1986)
- Осторожный незнакомец (1986)
- Анастасия: Загадка Анны (1986)
- Клуб миллиардеров (1987)
- Я буду дома на Рождество (1988)
- Братство розы (1989)
- Династия Штраус (1991)
- Контракт на убийство (1993)
- Триумф над бедствием: История урагана Эндрю (1993)
- Екатерина Великая (1995)

### Телесериалы
В этом разделе указан год, с которого и по который, Марвин Дж. Чомски работал над телесериалом
- Медсёстры (1964—1965)
- Дикий дикий запад (1967—1969)
- Звёздный путь[a] (1968—1969)
- Дымок из ствола (1968—1969)
- Потом пришёл Бронсон (1969)
- Лансер (1969)
- Миссия невыполнима (1970—1971)
- Гавайи 5-O (1970—1972)
- Суть дела (1970—1971)
- Кеннон (1972)
- Смелые: Новые доктора (1972)
- Менникс (1973)
- Полицейская история (1973)

## Заметки
1. 1 2  Позже названный как «Звёздный путь: Оригинальный сериал»